# Ажен
Аже́н (фр.  и окс. Agen) — административный центр департамента Ло и Гаронна в регионе Новая Аквитания, Франция. Расположен на берегу Гаронны у подножия 162-метрового холма Эрмитаж. Население 30 170 человек (1999 год).

## История
Впервые упоминается в «Записках о Галльской войне» Юлия Цезаря как Агиннум (лат. Aginnum), город племени нитиобригов. В 509 году перешёл в руки Хлодвига. В средние века — столица графства Аженуа, входившего с XII по XV век во владения английских королей. В 1578 году отдан в приданое Маргарите Валуа при заключении ею брака с Генрихом Наваррским. Из Ажена происходило семейство гуманистов Скалигеров.

## Достопримечательности

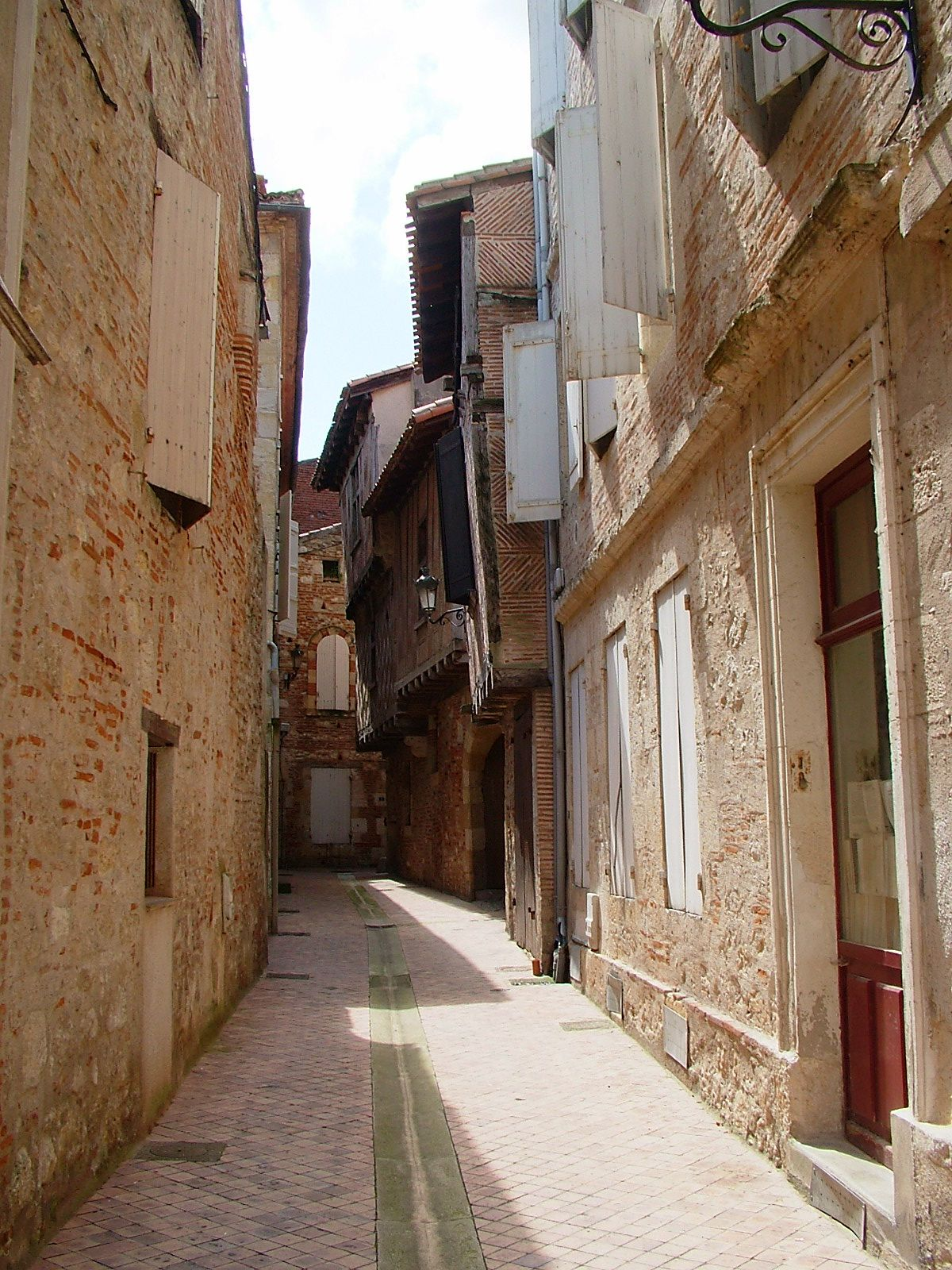
Типичная улочка в старой части Ажена

Лабиринт узких старинных улочек Ажена пересекают широкие современные бульвары. Исторические здания включают собор Святого Капрасия с апсидой XII века и доминиканский монастырь Нотр-Дам-де-Жакобен (XIII век). В частных особняках эпохи Ренессанса помещается художественный музей, богатый картинами Гойи и импрессионистов.

## Христианство
Христианство в Ажене утвердилось не позднее четвёртого века. К лику святых причислены следующие епископы Аженские:
- Капрэ или Капрасий (фр. Caprais, ?—303 год)
- Фебад (фр. Phébade, 358—392 год)
- Дульситий или Дульсидий (фр. Dulcitius, V век)

## Города-побратимы
- Динслакен, Германия
- Корпус-Кристи, США
- Лланелли, Великобритания
- Нисиномия, Япония
- Толедо, Испания
- Туапсе, Россия

## Климат
| Показатель | Янв.  | Фев.  | Март  | Апр. | Май  | Июнь | Июль | Авг. | Сен. | Окт. | Нояб. | Дек.  | Год   |
| --- | ----- | ----- | ----- | ---- | ---- | ---- | ---- | ---- | ---- | ---- | ----- | ----- | ----- |
| Абсолютный максимум, °C | 20,1  | 22,3  | 26,3  | 30,2 | 33,6 | 38,5 | 38,8 | 40,9 | 36,7 | 31,7 | 23,9  | 21,2  | 40,9  |
| Средний максимум, °C | 8,9   | 11,2  | 14,4  | 16,9 | 21   | 24,5 | 27,1 | 26,8 | 24,1 | 19,2 | 12,6  | 9,1   | 18    |
| Средняя температура, °C | 5,5   | 6,9   | 9,3   | 11,7 | 15,4 | 18,8 | 21   | 20,8 | 18,1 | 14,2 | 8,8   | 5,9   | 13,1  |
| Средний минимум, °C | 2     | 2,5   | 4,1   | 6,4  | 9,9  | 13   | 14,9 | 14,7 | 12,1 | 9,2  | 4,9   | 2,6   | 8,1   |
| Абсолютный минимум, °C | −17,4 | −21,9 | −10,5 | −3,4 | −1,6 | 3,9  | 7    | 4,7  | 1    | −4,4 | −8,6  | −12,1 | −21,9 |
| Норма осадков, мм | 59,6  | 54,6  | 53,8  | 62,1 | 79,5 | 62,2 | 53   | 55,7 | 59,3 | 59,9 | 60,5  | 65,4  | 725,9 |
| Источник: http://meteostats-bzh.ath.cx:93/meteostats/station-102-1958-2008.php (недоступная ссылка с 12-10-2016 [3076 дней]) |       |       |       |      |      |      |      |      |      |      |       |       |       |